# Sainte-Gertrude-Manneville
Sainte-Gertrude-Manneville es un municipio canadiense situado en la provincia de Quebec.

## Superficie
Sainte-Gertrude-Manneville tiene una superficie de 316,46 km².

## Demografía
En 2021, tenía 793 habitantes, una densidad poblacional de 2,5 hab./km², y 325 viviendas.